# Haeje-myeon
Haeje-myeon (koreanska: 해제면) är en socken  i kommunen Muan-gun i provinsen Södra Jeolla i den sydvästra delen av Sydkorea, 280 km söder om huvudstaden Seoul.